# Alicia Markova
Pour les articles homonymes, voir Markova.
Alicia Markova (née Lilian Alicia Marks à Londres le 1er décembre 1910 et morte à Bath le 2 décembre 2004) est une danseuse britannique.

## Biographie
Née en 1910 à Londres, elle est l'aînée d'une fratrie de quatre filles. Son père, ingénieur des mines, dirige une usine en 1914. Elle pratique la danse dès onze ans, pour fortifier sa constitution. Une de ses enseignantes est Serafina Astafieva. À quatorze ans, Serge Diaghilev la remarque dans un cours et l'engage dans la troupe des Ballets russes. Il la nomme à la russe : Markova,.
De 1925 à 1928, elle reste au sein des Ballets russes de Serge de Diaghilev et interprète notamment Le Chant du rossignol. Après la mort de Diaghilev, elle rejoint les Ballets britanniques, le Royal Ballet. Puis en 1935, elle fonde, avec Anton Dolin, le Markova-Dolin Ballet. En 1938, elle rejoint le Ballet russe de Monte-Carlo. Cette interprète sait nuancer les rôles classiques, mais aussi saisir les subtilités de pièces contemporaines. Elle quitte la scène en 1962. Elle se consacre ensuite à l'enseignement et à la direction d'institution.
De 1963 à 1969, elle dirige le Metropolitan Opera Ballet de New-York et enseigne à l'université de Cincinnati de 1971 à 1973, avec la volonté de transmettre l'histoire de la danse et ses secrets de fabrication.
Dominique Delouche lui consacre un documentaire en 2001, Alicia Markova, la légende, quelques années avant sa mort en 2004.